# Чемпіонат Ісландії з футболу серед жінок
Besta deild kvenna (досл. «Women's Best Division») — найсильніший дивізіон жіночого ісландського футболу. За його результатами визначається чемпіон країни. До 2022 року ліга мала назву Úrvalsdeild kvenna («Жіноча елітна ліга»).

## Чемпіони
| Сезон | Чемпіон                            |
| ----- | ---------------------------------- |
| 1972  | «Гапнарф'ярдар» (1)                |
| 1973  | «Арманн» (1)                       |
| 1974  | «Гапнарф'ярдар» (2)                |
| 1975  | «Гапнарф'ярдар» (3)                |
| 1976  | «Гапнарф'ярдар» (4)                |
| 1977  | «Брєйдаблік» (1)                   |
| 1978  | «Валюр» (1)                        |
| 1979  | «Брєйдаблік» (2)                   |
| 1980  | «Брєйдаблік» (3)                   |
| 1981  | «Брєйдаблік» (4)                   |
| 1982  | «Брєйдаблік» (5)                   |
| 1983  | «Брєйдаблік» (6)                   |
| 1984  | «Акранес» (1)                      |
| 1985  | «Акранес» (2)                      |
| 1986  | «Валюр» (2)                        |
| 1987  | «Акранес» (3)                      |
| 1988  | «Валюр» (3)                        |
| 1989  | «Валюр» (4)                        |
| 1990  | «Брєйдаблік» (7)                   |
| 1991  | «Брєйдаблік» (8)                   |
| 1992  | «Брєйдаблік» (9)                   |
| 1993  | «Кнаттспюрнуфелаг Рейк'явікур» (1) |
| 1994  | «Брєйдаблік» (10)                  |
| 1995  | «Брєйдаблік» (11)                  |
| 1996  | «Брєйдаблік» (12)                  |
| 1997  | «Кнаттспюрнуфелаг Рейк'явікур» (2) |

| Сезон | Чемпіон                            |
| ----- | ---------------------------------- |
| 1998  | «Кнаттспюрнуфелаг Рейк'явікур» (3) |
| 1999  | «Кнаттспюрнуфелаг Рейк'явікур» (4) |
| 2000  | «Брєйдаблік» (13)                  |
| 2001  | «Брєйдаблік» (14)                  |
| 2002  | «Кнаттспюрнуфелаг Рейк'явікур» (5) |
| 2003  | «Кнаттспюрнуфелаг Рейк'явікур» (6) |
| 2004  | «Валюр» (5)                        |
| 2005  | «Брєйдаблік» (15)                  |
| 2006  | «Валюр» (6)                        |
| 2007  | «Валюр» (7)                        |
| 2008  | «Валюр» (8)                        |
| 2009  | «Валюр» (9)                        |
| 2010  | «Валюр» (10)                       |
| 2011  | «Стьярнан» (1)                     |
| 2012  | «Þór/KA» (1)                       |
| 2013  | «Стьярнан» (2)                     |
| 2014  | «Стьярнан» (3)                     |
| 2015  | «Брєйдаблік» (16)                  |
| 2016  | «Стьярнан» (4)                     |
| 2017  | «Þór/KA» (2)                       |
| 2018  | «Брєйдаблік» (17)                  |
| 2019  | «Валюр» (11)                       |
| 2020  | «Брєйдаблік» (18)                  |
| 2021  | «Валюр» (12)                       |
| 2022  | «Валюр» (13)                       |
| 2023  | «Валюр» (14)                       |
| 2024  | «Брєйдаблік» (19)                  |

## Найуспішніші клуби
Чемпіонами Ісландії з футболу серед жінок ставали 8 клубів.
| Клуб                           | Місто         | Чемпіон | Остання перемога |
| ------------------------------ | ------------- | ------- | ---------------- |
| «Брєйдаблік»                   | Коупавогюр    | 19      | 2024             |
| «Валюр»                        | Рейк'явік     | 14      | 2023             |
| «Кнаттспюрнуфелаг Рейк'явікур» | Рейк'явік     | 6       | 2003             |
| «Гапнарф'ярдар»                | Гапнарф'єрдюр | 4       | 1999             |
| «Стьярнан»                     | Гардабайр     | 4       | 2016             |
| «Акранес»                      | Акранес       | 3       | 1985             |
| «Þór/KA»                       | Акурейрі      | 2       | 2017             |
| «Арманн»                       | Рейк'явік     | 1       | 1973             |